# Liga das Nações de Voleibol Masculino de 2023
A Liga das Nações de Voleibol Masculino de 2023 foi a quinta edição deste torneio anual organizado pela Federação Internacional de Voleibol (FIVB). O torneio ocorreu de 6 de junho a 23 de julho, com as finais sendo sediadas na cidade de Gdansk, na Polônia.
Atual campeã da Liga das Nações, a seleção da França não conseguiu defender o seu título ao ser superada pelos Estados Unidos nas quartas de final, numa partida decidida no tie-break, repetindo a decisão da edição anterior. Estados Unidos e Polônia protagonizam a terceira final inédita seguida da competição, que foi vencida pelos poloneses por 3 sets a 1 e conquistaram seu primeiro título. O Japão terminou em terceiro lugar, conquistando a sua primeira medalha na Liga das Nações e sua primeira medalha a nível internacional desde o bronze na Copa dos Campeões de 2009. O líbero polonês Paweł Zatorski foi consagrado como o melhor jogador do torneio, tornando-se o primeiro líbero a receber o prêmio de MVP na história da competição.

## Participantes
Segue-se o quadro com as dezesseis seleções qualificadas para a Liga das Nações de 2023.
Somente as equipes desafiantes podem ser rebaixadas para a Challenger Cup.
| Qualificação         | Qualificados   |
| -------------------- | -------------- |
| Equipes obrigatórias | Alemanha       |
| Equipes obrigatórias | Argentina      |
| Equipes obrigatórias | Brasil         |
| Equipes obrigatórias | Estados Unidos |
| Equipes obrigatórias | França         |
| Equipes obrigatórias | Irã            |
| Equipes obrigatórias | Itália         |
| Equipes obrigatórias | Japão          |
| Equipes obrigatórias | Polônia        |
| Equipes obrigatórias | Sérvia         |
| Equipes desafiantes  | Bulgária       |
| Equipes desafiantes  | Canadá         |
| Equipes desafiantes  | China          |
| Equipes desafiantes  | Cuba           |
| Equipes desafiantes  | Eslovênia      |
| Equipes desafiantes  | Países Baixos  |

## Fórmula de disputa
Fase preliminar
A Liga das Nações de 2023 foi disputada com base na mesma fórmula de competição da edição de 2022. As 16 equipes participantes foram classificadas do 1º ao 16º lugar no ranking mundial da FIVB após o término da última edição, e cada equipe joga um total de 12 partidas durante a fase preliminar ao longo de 3 semanas, contra adversários igualmente fortes – 3 partidas contra equipes classificadas do 1º ao 4º, 3 partidas contra equipes classificadas do 5º ao 8º, 3 partidas contra equipes classificadas do 9º ao 12º e 3 partidas contra equipes classificadas do 13º ao 16º.
Fase final
A fase final foi disputada em sistema eliminatório, composta pelas sete melhores equipes da fase classificatória além da equipe do país anfitrião.

## Calendário
A tabela dos grupos foi anunciada em 11 de novembro de 2022.
| Canadá · Cuba · Estados Unidos · Alemanha | Argentina · Países Baixos · Itália · Brasil |

| Japão · Eslovênia · França · Polônia | Sérvia · China · Bulgária · Irã |

| Países Baixos · Estados Unidos · Polônia · Irã | Itália · Alemanha · Sérvia · China |

| França · Cuba · Brasil · Japão | Eslovênia · Bulgária · Argentina · Canadá |

| Estados Unidos · Irã · Argentina · Bulgária | França · Alemanha · Sérvia · Cuba |

| Japão · Polônia · China · Itália | Eslovênia · Países Baixos · Brasil · Canadá |

## Locais

### Fase preliminar
| Primeira semana                                     | Primeira semana                          |
| Grupo 1                                             | Grupo 2                                  |
| TD Place Arena · Ottawa, Canadá                     | Nippon Gaishi Hall · Nagoia, Japão       |
| --------------------------------------------------- | ---------------------------------------- |
| Capacidade: 9 500                                   | Capacidade: 10 000                       |
|                                                     |                                          |
| Segunda semana                                      |                                          |
| Grupo 3                                             | Grupo 4                                  |
| Rotterdam Ahoy · Roterdã, Países Baixos             | CO'Met Arena · Orleães, França           |
| Capacidade: 15 000                                  | Capacidade: 10 000                       |
|                                                     |                                          |
| Terceira semana                                     |                                          |
| Grupo 5                                             | Grupo 6                                  |
| Anaheim Convention Center · Anaheim, Estados Unidos | SM Mall of Asia Arena · Pasay, Filipinas |
| Capacidade: 7 500                                   | Capacidade: 15 000                       |
|                                                     |                                          |

### Fase final
| Fase final                   | Fase final |
| ---------------------------- | ---------- |
| Ergo Arena · Gdansk, Polônia | Gdansk     |
| Capacidade: 11 409           | Gdansk     |
|                              | Gdansk     |

## Critérios de classificação no grupo
1. Número de vitórias;
2. Pontos;
3. Razão de sets;
4. Razão de pontos;
5. Resultado da última partida entre os times empatados.

- Placar de 3–0 ou 3–1: 3 pontos para o vencedor, nenhum para o perdedor;
- Placar de 3–2: 2 pontos para o vencedor, 1 para o perdedor.

## Fase preliminar

### Tabela
|  | Equipes classificadas para a fase final           |
|  | Equipe classificada para a fase final (país-sede) |
|  | Equipe rebaixada para a Challenger Cup de 2023    |

|     |                |     | Jogos | Jogos | Jogos | Resultados | Resultados | Resultados | Resultados | Resultados | Resultados | Sets | Sets | Sets  | Pontos | Pontos | Pontos |
| Pos | Equipe         | Pts | T     | V     | D     | 3–0        | 3–1        | 3–2        | 2–3        | 1–3        | 0–3        | V    | P    | R     | V      | P      | R      |
| --- | -------------- | --- | ----- | ----- | ----- | ---------- | ---------- | ---------- | ---------- | ---------- | ---------- | ---- | ---- | ----- | ------ | ------ | ------ |
| 1   | Estados Unidos | 31  | 12    | 10    | 2     | 9          | 1          | 0          | 1          | 1          | 0          | 33   | 7    | 4.714 | 986    | 871    | 1.132  |
| 2   | Japão          | 27  | 12    | 10    | 2     | 3          | 4          | 3          | 0          | 1          | 1          | 31   | 16   | 1.938 | 1109   | 1034   | 1.073  |
| 3   | Polônia        | 25  | 12    | 10    | 2     | 2          | 3          | 5          | 0          | 0          | 2          | 30   | 19   | 1.579 | 1108   | 1057   | 1.048  |
| 4   | Itália         | 26  | 12    | 9     | 3     | 4          | 4          | 1          | 0          | 1          | 2          | 28   | 15   | 1.867 | 1016   | 906    | 1.121  |
| 5   | Argentina      | 26  | 12    | 9     | 3     | 3          | 3          | 3          | 2          | 1          | 0          | 32   | 18   | 1.778 | 1184   | 1092   | 1.084  |
| 6   | Brasil         | 25  | 12    | 8     | 4     | 3          | 4          | 1          | 2          | 2          | 0          | 30   | 18   | 1.667 | 1108   | 1033   | 1.073  |
| 7   | Eslovênia      | 25  | 12    | 8     | 4     | 3          | 5          | 0          | 1          | 1          | 2          | 27   | 17   | 1.588 | 1036   | 997    | 1.039  |
| 8   | França         | 18  | 12    | 6     | 6     | 3          | 3          | 0          | 0          | 5          | 1          | 23   | 21   | 1.095 | 1046   | 1007   | 1.039  |
| 9   | Sérvia         | 16  | 12    | 6     | 6     | 3          | 1          | 2          | 0          | 5          | 1          | 23   | 23   | 1,000 | 1045   | 1056   | 0.990  |
| 10  | Países Baixos  | 17  | 12    | 5     | 7     | 3          | 1          | 1          | 3          | 1          | 3          | 22   | 24   | 0.917 | 1028   | 1054   | 0.975  |
| 11  | Alemanha       | 10  | 12    | 3     | 9     | 2          | 1          | 0          | 1          | 5          | 3          | 16   | 28   | 0.571 | 963    | 1036   | 0.930  |
| 12  | Canadá         | 9   | 12    | 3     | 9     | 0          | 2          | 1          | 1          | 4          | 4          | 15   | 31   | 0.484 | 983    | 1074   | 0.915  |
| 13  | Cuba           | 8   | 12    | 3     | 9     | 0          | 0          | 3          | 2          | 2          | 5          | 15   | 33   | 0.455 | 1023   | 1119   | 0.914  |
| 14  | Irã            | 11  | 12    | 2     | 10    | 1          | 1          | 0          | 5          | 0          | 5          | 16   | 31   | 0.516 | 995    | 1073   | 0.927  |
| 15  | Bulgária       | 8   | 12    | 2     | 10    | 1          | 0          | 1          | 3          | 1          | 6          | 13   | 32   | 0.406 | 957    | 1045   | 0.916  |
| 16  | China          | 6   | 12    | 2     | 10    | 0          | 1          | 1          | 1          | 4          | 5          | 12   | 33   | 0.364 | 941    | 1074   | 0.876  |

Nota: Polônia ficou na frente de Itália e Argentina pelo número de vitórias (POL 10, ITA 9, ARG 9); Sérvia ficou na frente dos Países Baixos pelo número de vitórias (SRB 6, NED 5); Canadá e Cuba ficaram na frente do Irã pelo número de vitórias (CAN 3, CUB 3, IRI 2).

### Primeira semana

#### Grupo 1
- Local:  Ottawa, Canadá
- As partidas seguem o horário local (UTC−04:00).

| Data   | Hora  |                | Placar |                | Set 1 | Set 2 | Set 3 | Set 4 | Set 5 | Total   | Relatório |
| ------ | ----- | -------------- | ------ | -------------- | ----- | ----- | ----- | ----- | ----- | ------- | --------- |
| 6 jun  | 16:30 | Itália         | 0–3    | Argentina      | 22–25 | 23–25 | 18–25 |       |       | 63–75   | Relatório |
| 6 jun  | 20:00 | Canadá         | 3–2    | Cuba           | 25–21 | 26–28 | 25–21 | 22–25 | 15–13 | 113–108 | Relatório |
| 7 jun  | 16:30 | Estados Unidos | 3–0    | Países Baixos  | 25–19 | 25–23 | 25–21 |       |       | 75–63   | Relatório |
| 7 jun  | 20:00 | Brasil         | 3–1    | Alemanha       | 26–24 | 25–16 | 19–25 | 25–15 |       | 95–80   | Relatório |
| 8 jun  | 11:00 | Países Baixos  | 3–0    | Cuba           | 28–26 | 25–23 | 25–18 |       |       | 78–67   | Relatório |
| 8 jun  | 16:30 | Itália         | 0–3    | Estados Unidos | 15–25 | 18–25 | 19–25 |       |       | 52–75   | Relatório |
| 8 jun  | 20:00 | Argentina      | 2–3    | Brasil         | 25–19 | 19–25 | 25–23 | 23–25 | 13–15 | 105–107 | Relatório |
| 9 jun  | 11:00 | Países Baixos  | 3–0    | Alemanha       | 25–20 | 33–31 | 25–21 |       |       | 83–72   | Relatório |
| 9 jun  | 16:30 | Itália         | 3–1    | Cuba           | 25–20 | 25–19 | 20–25 | 25–18 |       | 95–82   | Relatório |
| 9 jun  | 20:00 | Canadá         | 1–3    | Argentina      | 21–25 | 25–21 | 21–25 | 16–25 |       | 83–96   | Relatório |
| 10 jun | 13:00 | Alemanha       | 1–3    | Itália         | 23–25 | 18–25 | 27–25 | 19–25 |       | 87–100  | Relatório |
| 10 jun | 16:30 | Brasil         | 2–3    | Cuba           | 16–25 | 25–22 | 29–27 | 22–25 | 18–20 | 110–119 | Relatório |
| 10 jun | 20:00 | Canadá         | 0–3    | Estados Unidos | 22–25 | 20–25 | 20–25 |       |       | 62–75   | Relatório |
| 11 jun | 11:00 | Argentina      | 3–2    | Países Baixos  | 34–36 | 25–20 | 25–17 | 20–25 | 15–10 | 119–108 | Relatório |
| 11 jun | 14:30 | Estados Unidos | 1–3    | Brasil         | 19–25 | 25–21 | 15–25 | 21–25 |       | 80–96   | Relatório |
| 11 jun | 18:00 | Canadá         | 1–3    | Alemanha       | 25–20 | 17–25 | 21–25 | 21–25 |       | 84–95   | Relatório |

#### Grupo 2
- Local:  Nagoia, Japão
- As partidas seguem o horário local (UTC+9).

| Data   | Hora  |           | Placar |           | Set 1 | Set 2 | Set 3 | Set 4 | Set 5 | Total   | Relatório |
| ------ | ----- | --------- | ------ | --------- | ----- | ----- | ----- | ----- | ----- | ------- | --------- |
| 6 jun  | 16:10 | Bulgária  | 2–3    | China     | 20–25 | 25–21 | 21–25 | 25–20 | 9–15  | 100–106 | Relatório |
| 6 jun  | 19:40 | Japão     | 3–0    | Irã       | 25–16 | 25–22 | 25–19 |       |       | 75–57   | Relatório |
| 7 jun  | 15:00 | Eslovênia | 3–1    | Sérvia    | 31–29 | 19–25 | 25–20 | 25–21 |       | 100–95  | Relatório |
| 7 jun  | 18:00 | Polônia   | 3–1    | França    | 25–23 | 18–25 | 35–33 | 25–15 |       | 103–96  | Relatório |
| 8 jun  | 12:00 | Eslovênia | 0–3    | Bulgária  | 24–26 | 23–25 | 17–25 |       |       | 64–76   | Relatório |
| 8 jun  | 15:00 | Sérvia    | 3–0    | China     | 34–32 | 25–16 | 25–20 |       |       | 84–68   | Relatório |
| 8 jun  | 18:00 | Polônia   | 3–2    | Irã       | 23–25 | 23–25 | 25–21 | 25–15 | 15–13 | 111–99  | Relatório |
| 9 jun  | 13:10 | China     | 1–3    | França    | 20–25 | 25–23 | 16–25 | 17–25 |       | 78–98   | Relatório |
| 9 jun  | 16:10 | Polônia   | 3–2    | Bulgária  | 25–27 | 25–19 | 22–25 | 25–22 | 15–11 | 112–104 | Relatório |
| 9 jun  | 19:40 | Japão     | 3–1    | Sérvia    | 22–25 | 25–21 | 25–23 | 25–20 |       | 97–89   | Relatório |
| 10 jun | 12:40 | França    | 1–3    | Eslovênia | 23–25 | 18–25 | 25–21 | 22–25 |       | 88–96   | Relatório |
| 10 jun | 15:40 | Irã       | 3–1    | China     | 23–25 | 25–15 | 25–20 | 25–14 |       | 98–74   | Relatório |
| 10 jun | 19:10 | Japão     | 3–0    | Bulgária  | 25–22 | 25–21 | 26–24 |       |       | 76–67   | Relatório |
| 11 jun | 12:40 | Eslovênia | 3–0    | Irã       | 25–19 | 25–23 | 25–23 |       |       | 75–65   | Relatório |
| 11 jun | 15:40 | Sérvia    | 3–0    | Polônia   | 25–21 | 25–19 | 25–14 |       |       | 75–54   | Relatório |
| 11 jun | 19:10 | Japão     | 3–1    | França    | 25–27 | 25–22 | 25–21 | 25–20 |       | 100–90  | Relatório |

### Segunda semana

#### Grupo 3
- Local:  Roterdã, Países Baixos
- As partidas seguem o horário local (UTC+2).

| Data   | Hora  |                | Placar |                | Set 1 | Set 2 | Set 3 | Set 4 | Set 5 | Total   | Relatório |
| ------ | ----- | -------------- | ------ | -------------- | ----- | ----- | ----- | ----- | ----- | ------- | --------- |
| 20 jun | 13:00 | Irã            | 3–0    | Alemanha       | 25–23 | 26–24 | 25–16 |       |       | 76–63   | Relatório |
| 20 jun | 16:30 | Estados Unidos | 3–1    | Sérvia         | 22–25 | 25–19 | 25–19 | 25–21 |       | 97–84   | Relatório |
| 20 jun | 20:00 | Países Baixos  | 3–0    | China          | 25–19 | 25–22 | 25–21 |       |       | 75–62   | Relatório |
| 21 jun | 13:00 | Irã            | 0–3    | Itália         | 19–25 | 16–25 | 24–26 |       |       | 59–76   | Relatório |
| 21 jun | 16:30 | Estados Unidos | 3–0    | China          | 28–26 | 25–22 | 25–18 |       |       | 78–66   | Relatório |
| 21 jun | 20:00 | Alemanha       | 2–3    | Polônia        | 21–25 | 25–22 | 14–25 | 25–17 | 10–15 | 95–104  | Relatório |
| 22 jun | 13:00 | China          | 0–3    | Itália         | 13–25 | 19–25 | 24–26 |       |       | 56–76   | Relatório |
| 22 jun | 16:30 | Sérvia         | 3–1    | Alemanha       | 25–21 | 20–25 | 25–23 | 25–23 |       | 95–92   | Relatório |
| 22 jun | 20:00 | Países Baixos  | 2–3    | Polônia        | 25–22 | 18–25 | 25–18 | 22–25 | 11–15 | 101–105 | Relatório |
| 23 jun | 16:30 | Irã            | 0–3    | Estados Unidos | 22–25 | 18–25 | 23–25 |       |       | 63–75   | Relatório |
| 23 jun | 20:00 | Sérvia         | 0–3    | Itália         | 11–25 | 21–25 | 20–25 |       |       | 52–75   | Relatório |
| 24 jun | 13:00 | Polônia        | 0–3    | Estados Unidos | 22–25 | 18–25 | 19–25 |       |       | 59–75   | Relatório |
| 24 jun | 17:00 | Países Baixos  | 3–2    | Irã            | 16–25 | 25–16 | 21–25 | 25–17 | 15–10 | 102–93  | Relatório |
| 24 jun | 20:30 | China          | 3–1    | Alemanha       | 23–25 | 25–18 | 25–19 | 25–21 |       | 98–83   | Relatório |
| 25 jun | 12:30 | Itália         | 1–3    | Polônia        | 19–25 | 26–28 | 25–18 | 20–25 |       | 90–96   | Relatório |
| 25 jun | 16:00 | Países Baixos  | 2–3    | Sérvia         | 25–22 | 21–25 | 25–21 | 33–35 | 9–15  | 113–118 | Relatório |

#### Grupo 4
- Local:  Orleães, França
- As partidas seguem o horário local (UTC+2).

| Data   | Hora  |           | Placar |           | Set 1 | Set 2 | Set 3 | Set 4 | Set 5 | Total   | Relatório |
| ------ | ----- | --------- | ------ | --------- | ----- | ----- | ----- | ----- | ----- | ------- | --------- |
| 20 jun | 13:00 | Japão     | 3–1    | Canadá    | 25–22 | 25–17 | 24–26 | 25–14 |       | 99–79   | Relatório |
| 20 jun | 16:30 | Argentina | 1–3    | Eslovênia | 25–21 | 21–25 | 21–25 | 21–25 |       | 88–96   | Relatório |
| 20 jun | 20:30 | Brasil    | 3–0    | Bulgária  | 25–22 | 25–17 | 25–15 |       |       | 75–54   | Relatório |
| 21 jun | 13:00 | Japão     | 3–0    | Cuba      | 25–21 | 25–16 | 25–21 |       |       | 75–58   | Relatório |
| 21 jun | 16:30 | Eslovênia | 3–0    | Canadá    | 25–23 | 25–22 | 25–14 |       |       | 75–59   | Relatório |
| 21 jun | 21:00 | Argentina | 3–1    | França    | 22–25 | 26–24 | 25–21 | 25–20 |       | 98–90   | Relatório |
| 22 jun | 13:00 | Japão     | 3–2    | Brasil    | 25–23 | 25–21 | 18–25 | 22–25 | 18–16 | 108–110 | Relatório |
| 22 jun | 16:30 | Canadá    | 3–1    | Bulgária  | 22–25 | 25–23 | 25–22 | 25–20 |       | 97–90   | Relatório |
| 22 jun | 20:30 | Eslovênia | 3–1    | Cuba      | 22–25 | 25–15 | 25–16 | 25–19 |       | 97–75   | Relatório |
| 23 jun | 16:30 | Argentina | 3–0    | Bulgária  | 25–18 | 25–21 | 25–22 |       |       | 75–61   | Relatório |
| 23 jun | 21:00 | França    | 3–0    | Cuba      | 25–18 | 25–20 | 25–20 |       |       | 75–58   | Relatório |
| 24 jun | 13:00 | Japão     | 3–2    | Argentina | 25–18 | 25–22 | 31–33 | 22–25 | 15–12 | 118–110 | Relatório |
| 24 jun | 16:30 | Brasil    | 3–1    | Eslovênia | 23–25 | 25–21 | 26–24 | 25–21 |       | 99–91   | Relatório |
| 24 jun | 21:00 | Canadá    | 0–3    | França    | 17–25 | 21–25 | 21–25 |       |       | 59–75   | Relatório |
| 25 jun | 13:00 | Bulgária  | 2–3    | Cuba      | 25–23 | 19–25 | 20–25 | 25–16 | 16–18 | 105–107 | Relatório |
| 25 jun | 17:30 | Brasil    | 3–1    | França    | 25–20 | 26–24 | 19–25 | 25–23 |       | 95–92   | Relatório |

### Terceira semana

#### Grupo 5
- Local:  Anaheim, Estados Unidos
- As partidas seguem o horário local (UTC−7).

| Data  | Hora  |                | Placar |           | Set 1 | Set 2 | Set 3 | Set 4 | Set 5 | Total   | Relatório |
| ----- | ----- | -------------- | ------ | --------- | ----- | ----- | ----- | ----- | ----- | ------- | --------- |
| 4 jul | 13:00 | Argentina      | 3–1    | Sérvia    | 19–25 | 25–16 | 25–19 | 25–18 |       | 94–78   | Relatório |
| 4 jul | 16:30 | Irã            | 0–3    | França    | 18–25 | 22–25 | 19–25 |       |       | 59–75   | Relatório |
| 5 jul | 17:00 | Alemanha       | 3–0    | Bulgária  | 25–22 | 25–18 | 25–22 |       |       | 75–62   | Relatório |
| 5 jul | 20:30 | Estados Unidos | 3–0    | Cuba      | 27–25 | 25–17 | 25–15 |       |       | 77–57   | Relatório |
| 6 jul | 13:30 | Argentina      | 3–0    | Alemanha  | 25–23 | 25–18 | 25–17 |       |       | 75–58   | Relatório |
| 6 jul | 17:00 | Sérvia         | 3–2    | Cuba      | 19–25 | 25–23 | 25–21 | 22–25 | 15–11 | 106–105 | Relatório |
| 6 jul | 20:30 | Bulgária       | 3–2    | Irã       | 21–25 | 25–21 | 22–25 | 25–22 | 15–11 | 108–104 | Relatório |
| 7 jul | 13:30 | Sérvia         | 1–3    | França    | 25–20 | 23–25 | 20–25 | 26–28 |       | 94–98   | Relatório |
| 7 jul | 17:00 | Cuba           | 0–3    | Alemanha  | 23–25 | 23–25 | 22–25 |       |       | 68–75   | Relatório |
| 7 jul | 20:30 | Estados Unidos | 2–3    | Argentina | 18–25 | 25–23 | 25–23 | 41–43 | 12–15 | 121–129 | Relatório |
| 8 jul | 13:30 | Bulgária       | 0–3    | Sérvia    | 19–25 | 22–25 | 22–25 |       |       | 63–75   | Relatório |
| 8 jul | 17:00 | Argentina      | 3–2    | Irã       | 25–19 | 28–30 | 27–29 | 25–20 | 15–11 | 120–109 | Relatório |
| 8 jul | 20:30 | Estados Unidos | 3–0    | França    | 25–23 | 27–25 | 27–25 |       |       | 79–73   | Relatório |
| 9 jul | 13:30 | Cuba           | 3–2    | Irã       | 25–22 | 26–28 | 25–23 | 28–30 | 15–10 | 119–113 | Relatório |
| 9 jul | 17:00 | França         | 3–1    | Alemanha  | 21–25 | 25–20 | 25–22 | 25–21 |       | 96–88   | Relatório |
| 9 jul | 20:30 | Estados Unidos | 3–0    | Bulgária  | 29–27 | 25–19 | 25–21 |       |       | 79–67   | Relatório |

#### Grupo 6
- Local:  Pasay, Filipinas
- As partidas seguem o horário local (UTC+8).

| Data  | Hora  |           | Placar |               | Set 1 | Set 2 | Set 3 | Set 4 | Set 5 | Total   | Relatório |
| ----- | ----- | --------- | ------ | ------------- | ----- | ----- | ----- | ----- | ----- | ------- | --------- |
| 4 jul | 15:00 | Brasil    | 1–3    | Itália        | 25–23 | 20–25 | 15–25 | 21–25 |       | 81–98   | Relatório |
| 4 jul | 19:00 | Japão     | 3–2    | China         | 24–26 | 25–23 | 21–25 | 25–23 | 15–12 | 110–109 | Relatório |
| 5 jul | 15:00 | Canadá    | 1–3    | Países Baixos | 22–25 | 22–25 | 25–17 | 18–25 |       | 87–92   | Relatório |
| 5 jul | 19:00 | Polônia   | 3–2    | Eslovênia     | 29–31 | 21–25 | 25–20 | 25–20 | 15–13 | 115–109 | Relatório |
| 6 jul | 11:00 | Brasil    | 3–0    | Países Baixos | 25–21 | 25–15 | 25–20 |       |       | 75–56   | Relatório |
| 6 jul | 15:00 | Canadá    | 2–3    | Itália        | 14–25 | 25–23 | 20–25 | 25–23 | 9–15  | 93–111  | Relatório |
| 6 jul | 19:00 | China     | 1–3    | Eslovênia     | 21–25 | 20–25 | 26–24 | 23–25 |       | 90–99   | Relatório |
| 7 jul | 11:00 | Polônia   | 3–1    | Brasil        | 25–23 | 22–25 | 25–21 | 25–21 |       | 97–90   | Relatório |
| 7 jul | 15:00 | Eslovênia | 0–3    | Itália        | 13–25 | 22–25 | 17–25 |       |       | 52–75   | Relatório |
| 7 jul | 19:00 | Japão     | 3–1    | Países Baixos | 25–19 | 26–24 | 23–25 | 25–17 |       | 99–85   | Relatório |
| 8 jul | 11:00 | Brasil    | 3–0    | China         | 25–19 | 25–17 | 25–17 |       |       | 75–53   | Relatório |
| 8 jul | 15:00 | Polônia   | 3–0    | Canadá        | 25–21 | 25–23 | 27–25 |       |       | 77–69   | Relatório |
| 8 jul | 19:00 | Japão     | 1–3    | Itália        | 27–29 | 26–28 | 25–23 | 20–25 |       | 98–105  | Relatório |
| 9 jul | 11:00 | China     | 1–3    | Canadá        | 25–23 | 21–25 | 17–25 | 18–25 |       | 81–98   | Relatório |
| 9 jul | 15:00 | Eslovênia | 3–0    | Países Baixos | 25–20 | 32–30 | 25–22 |       |       | 82–72   | Relatório |
| 9 jul | 19:00 | Japão     | 0–3    | Polônia       | 17–25 | 19–25 | 18–25 |       |       | 54–75   | Relatório |

## Fase final
|  | Quartas de final | Quartas de final |                |   | Semifinais     | Semifinais     |  |  | Final | Final |
|  |                  |                  |                |   |                |                |  |  |       |       |
|  | 20 de julho      |                  |                |   |                |                |  |  |       |       |
|  |                  |                  |                |   |                |                |  |  |       |       |
|  | Japão            | 3                |                |   |                |                |  |  |       |       |
|  | Japão            | 3                | 22 de julho    |   |                |                |  |  |       |       |
|  | Eslovênia        | 0                |                |   |                |                |  |  |       |       |
|  | Eslovênia        | 0                | Japão          | 1 |                |                |  |  |       |       |
|  | 20 de julho      |                  | Japão          | 1 |                |                |  |  |       |       |
|  |                  | Polônia          | 3              |   |                |                |  |  |       |       |
|  | Polônia          | Polônia          | 3              | 3 |                |                |  |  |       |       |
|  | Polônia          |                  | 23 de julho    | 3 |                |                |  |  |       |       |
|  | Brasil           | 0                |                |   |                |                |  |  |       |       |
|  | Brasil           | 0                | Polônia        | 3 |                |                |  |  |       |       |
|  | 19 de julho      |                  | Polônia        | 3 |                |                |  |  |       |       |
|  |                  | Estados Unidos   | 1              |   |                |                |  |  |       |       |
|  | Estados Unidos   | Estados Unidos   | 1              | 3 |                |                |  |  |       |       |
|  | Estados Unidos   | 22 de julho      |                | 3 |                |                |  |  |       |       |
|  | França           | 2                |                |   |                |                |  |  |       |       |
|  | França           | 2                | Estados Unidos | 3 |                |                |  |  |       |       |
|  | 19 de julho      |                  | Estados Unidos | 3 |                |                |  |  |       |       |
|  |                  | Itália           | 0              |   | Terceiro lugar | Terceiro lugar |  |  |       |       |
|  | Itália           | Itália           | 0              | 3 | Terceiro lugar | Terceiro lugar |  |  |       |       |
|  | Itália           |                  | 23 de julho    | 3 |                |                |  |  |       |       |
|  | Argentina        | 0                |                |   |                |                |  |  |       |       |
|  | Argentina        | 0                | Japão          | 3 |                |                |  |  |       |       |
|  |                  |                  |                |   |                |                |  |  |       |       |
|  | Itália           | 2                |                |   |                |                |  |  |       |       |
|  | Itália           | 2                |                |   |                |                |  |  |       |       |

- As partidas seguem o horário local (UTC+2).

### Quartas de final
| Data   | Hora  |                | Placar |           | Set 1 | Set 2 | Set 3 | Set 4 | Set 5 | Total  | Relatório |
| ------ | ----- | -------------- | ------ | --------- | ----- | ----- | ----- | ----- | ----- | ------ | --------- |
| 19 jul | 17:00 | Estados Unidos | 3–2    | França    | 25–21 | 25–18 | 17–25 | 24–26 | 15–9  | 106–99 | Relatório |
| 19 jul | 20:00 | Itália         | 3–0    | Argentina | 25–17 | 25–13 | 25–14 |       |       | 75–44  | Relatório |
| 20 jul | 17:00 | Japão          | 3–0    | Eslovênia | 26–24 | 25–18 | 25–22 |       |       | 76–64  | Relatório |
| 20 jul | 20:00 | Polônia        | 3–0    | Brasil    | 26–24 | 25–21 | 25–20 |       |       | 76–65  | Relatório |

### Semifinais
| Data   | Hora  |                | Placar |         | Set 1 | Set 2 | Set 3 | Set 4 | Set 5 | Total | Relatório |
| ------ | ----- | -------------- | ------ | ------- | ----- | ----- | ----- | ----- | ----- | ----- | --------- |
| 22 jul | 17:00 | Japão          | 1–3    | Polônia | 25–19 | 26–28 | 17–25 | 21–25 |       | 89–97 | Relatório |
| 22 jul | 20:00 | Estados Unidos | 3–0    | Itália  | 25–19 | 25–18 | 25–19 |       |       | 75–56 | Relatório |

### Terceiro lugar
| Data   | Hora  |       | Placar |        | Set 1 | Set 2 | Set 3 | Set 4 | Set 5 | Total  | Relatório |
| ------ | ----- | ----- | ------ | ------ | ----- | ----- | ----- | ----- | ----- | ------ | --------- |
| 23 jul | 17:00 | Japão | 3–2    | Itália | 25–18 | 25–23 | 17–25 | 17–25 | 15–9  | 99–100 | Relatório |

### Final
| Data   | Hora  |         | Placar |                | Set 1 | Set 2 | Set 3 | Set 4 | Set 5 | Total | Relatório |
| ------ | ----- | ------- | ------ | -------------- | ----- | ----- | ----- | ----- | ----- | ----- | --------- |
| 23 jul | 20:00 | Polônia | 3–1    | Estados Unidos | 25–23 | 24–26 | 25–18 | 25–18 |       | 99–85 | Relatório |

## Classificação final
| Campeão | Vice-campeão | Terceiro lugar |
| PolôniaJakub Popiwczak · Łukasz Kaczmarek · Bartosz Kurek · Wilfredo León · Bartosz Bednorz · Aleksander Śliwka · Grzegorz Łomacz · Jakub Kochanowski · Kamil Semeniuk · Paweł Zatorski · Marcin Janusz · Mateusz Bieniek · Tomasz Fornal · Norbert Huber | Estados UnidosMatthew Anderson · Aaron Russell · Jeffrey Jendryk · Torey DeFalco · Jake Hanes · Kyle Dagostino · Micah Christenson · Maxwell Holt · Micah Ma'a · Thomas Jaeschke · Garrett Muagututia · Taylor Averill · David Smith · Erik Shoji | JapãoTaishi Onodera · Kento Miyaura · Tatsunori Otsuka · Akihiro Yamauchi · Masahiro Sekita · Kentaro Takahashi · Shoma Tomita · Ran Takahashi · Tomohiro Ogawa · Yūki Ishikawa · Hiroto Nishiyama · Tomohiro Yamamoto · Motoki Eiro · Larry Evbade-Dan · |

| 4  | Itália        |
| 5  | Argentina     |
| 6  | Brasil        |
| 7  | Eslovênia     |
| 8  | França        |
| 9  | Sérvia        |
| 10 | Países Baixos |
| 11 | Alemanha      |
| 12 | Canadá        |
| 13 | Cuba          |
| 14 | Irã           |
| 15 | Bulgária      |
| 16 | China         |

Fonte: Volleyball World

## Prêmios individuais
A seleção do campeonato foi composta pelos seguintes jogadores:
- MVP (Most Valuable Player):  Paweł Zatorski

## Controvérsias

### Problemas com o visto da equipe do Irã nos Estados Unidos
Após o anúncio do calendário e dos locais dos jogos, o presidente da Federação Iraniana de Voleibol enviou uma carta à FIVB expressando sua preocupação com os jogos da seleção iraniana em território estadunidense na terceira semana do campeonato. Segundo ele, cinco jogadores do Irã precisavam de exames mais avançados e de documentação adicional para a emissão do visto para adentrar o país. As autoridades do país também expressaram o desejo de sediar a etapa alocada nos Estados Unidos, sob o risco de boicotar os jogos ao não enviar nenhum jogador para os Estados Unidos.
Os passaportes dos membros da seleção iraniana foram reenviados à Embaixada dos Estados Unidos em Ancara, na Turquia, para emissão do visto. Após as verificações necessárias, todos os 12 jogadores receberam o documento, faltando apenas quatro dias para o início da terceira semana da Liga das Nações. Cinco jogadores, no entanto, incluindo Amin Esmaeilnezhad, não o receberam. A mesma situação ocorreu com o técnico da seleção iraniana, Behrouz Ataei, que apresentou documentação incompleta. Após a rodada da segunda semana em Roterdão, nos Países Baixos, os cinco jogadores rejeitados precisaram retornar a Teerã.
Após negociações fracassadas com as autoridades americanas, o Comitê Executivo da FIVB examinou, de forma minuciosa, a questão dos vistos para a seleção iraniana e aprovou uma decisão inédita. Se o governo estadunidense não emitisse os vistos para os principais atletas da seleção iraniana, os pontos do Irã e de seus adversários da terceira semana de jogos não seriam contabilizados no ranking mundial, com os resultados dos jogos contabilizados exclusivamente para o torneio.